# 파트너십
파트너십(partnership, 흔히 파트너쉽으로 오기)은 당사자들이 상호 이익을 증진하기 위해 협력하기로 동의하는 협약이다. 유의어로는 동업자임, 동반자 관계(임), 동업, 조합, 합명회사가 있다. 파트너십의 파트너는 개인, 기업, 이자 기반 조직, 학교, 정부 또는 이들의 조합일 수 있다. 조직은 각자의 임무를 달성할 가능성을 높이고 도달 범위를 확장하기 위해 협력할 수 있다. 파트너십은 지분 발행 및 보유로 이어지거나 계약에 의해서만 규제될 수 있다.

## 역사
파트너십은 오랜 역사를 가지고 있으며, 중세 시대에 유럽과 중동에서 이미 사용되었다. 2006년 기사에 따르면, 최초의 파트너십은 1383년에 프라토와 피렌체의 상인 프란체스코 디 마르코 다티니에 의해 구현되었다. 코보니 회사(1336–40)와 델 부오노-벤치벤니 회사(1336–40)도 초기 파트너십으로 언급되었지만, 공식적인 파트너십은 아니었다.
유럽에서는 파트너십이 13세기부터 시작된 상업 혁명에 기여했다. 15세기에 한자동맹의 도시들은 상호 강화되었다. 함부르크에서 그단스크로 가는 선박은 자신의 화물뿐만 아니라 동맹의 다른 회원들을 위한 화물 운송도 의뢰받았다. 이러한 관행은 시간과 돈을 절약할 뿐만 아니라 파트너십을 향한 첫 단계를 구성했다. 상호 서비스에서 힘을 합치는 이러한 능력은 한자 동맹의 팀워크의 독특한 특징이자 오래 지속되는 성공 요인이 되었다.
유럽의 중세 무역을 면밀히 살펴보면, 수많은 중요한 신용 기반 무역이 이자를 발생시키지 않았음을 알 수 있다. 따라서 실용주의와 상식은 돈을 빌려주는 위험에 대한 공정한 보상과 다른 유익한 목적으로 사용하지 않고 돈을 빌려주는 기회비용에 대한 보상을 요구했다. 교회가 제정한 고리대금법을 우회하기 위해, 특히 이탈리아 상인 은행가들에게 매우 인기 있는 광범위한 형태의 파트너십인 코멘다를 통해 다른 형태의 보상이 만들어졌다. 피렌체의 상업은행들은 대출에서 긍정적인 수익을 올릴 것이 거의 확실했지만, 이는 지급 능력 위험을 고려하기 전이었다.
중동에서는 레반트, 즉 오스만 제국 및 이슬람 근동과의 무역이 번성하고 초기 무역 회사, 계약, 환어음 및 장거리 국제무역이 확립되면서 키라드와 무다라바스 제도가 발전했다. 로마 제국 멸망 후, 비잔틴 이탈리아에서 10세기부터 11세기까지 레반트 무역이 부활했다. 중세 시대에 동부와 서부 지중해는 단일 상업 문명의 일부를 형성했으며, 두 지역은 무역을 통해 경제적으로 상호 의존적이었다 (다양한 정도로).
몽골은 몽골-오르토크 파트너십에서 투자 및 대출과 관련된 책임 개념을 채택하고 발전시켜, 몽골 제국의 상업적 통합을 촉진하기 위한 무역 및 투자를 장려했다. 몽골-오르토크 파트너십의 계약적 특징은 키라드 및 코멘다 협정과 매우 유사했다. 그러나 몽골 투자자들은 파트너십 투자에 금속 동전, 지폐, 금과 은괴, 거래 가능한 상품을 사용했으며 주로 자금 대출 및 무역 활동에 자금을 조달했다. 또한 몽골 엘리트들은 마르코 폴로의 가족을 포함하여 중앙아시아, 서아시아, 유럽 상인들과 무역 파트너십을 형성했다.

## 파트너십 계약
모든 파트너십은 비록 서면으로 작성되지 않았더라도 반드시 파트너십 계약을 포함한다. 영미법 관할권에서는 서면 파트너십 계약이 법적으로 요구되지 않지만, 파트너들은 관계의 중요한 조건을 명확히 하는 파트너십 계약을 통해 이점을 얻을 수 있다.
사업에서 두 개 이상의 회사가 합작투자, 구매자-공급자 관계, 전략적 제휴 또는 연합체를 통해 i) 단일 사업체가 감당하기 너무 크거나 위험한 프로젝트(예: 산업 또는 연구 프로젝트)에 협력하고, ii) 시장에서 더 강력한 위치를 확보하기 위해 힘을 합치고, iii) 특정 규제를 준수한다(예: 일부 신흥국에서는 외국인이 현지 기업가와의 파트너십 형태로만 투자할 수 있음).
 이 경우, 제휴는 인수 합병 거래와 유사한 프로세스로 구성될 수 있다. 사업 및 경영 분야의 방대한 문헌은 파트너십 계약의 형성 및 관리에 주목해왔다. 특히, 계약과 관계 메커니즘이 사업 파트너십을 조직하는 데 중요하다는 점을 보여주었다.
파트너십은 관련된 당사자들에게 복잡한 협상과 합의에 도달하기 위해 해결해야 할 특별한 과제를 제시한다. 전체적인 목표, 상호 주고받는 정도, 책임 영역, 권한 및 계승 계획, 성공 평가 및 분배 방법, 그리고 종종 다양한 다른 요소들이 모두 협상되어야 한다. 일단 합의에 도달하면, 파트너십은 일반적으로 민법에 의해 집행 가능하며, 특히 잘 문서화된 경우 더욱 그렇다. 합의를 명확하게 명시하고 집행 가능하게 만들기를 원하는 파트너들은 일반적으로 동업계약서를 작성한다. 모든 것을 초기 파트너십 계약에 명시할 수는 없으므로 신뢰와 실용주의 또한 필수적이며, 따라서 양질의 거버넌스와 명확한 의사소통이 장기적인 성공 요인이 된다. 공식적으로 파트너 관계를 맺은 법인에 대한 정보는 보도 자료, 신문 광고 또는 공공 기록법을 통해 공개되는 것이 일반적이다.

## 파트너 보상
파트너 보상은 종종 파트너십 계약 조건에 따라 결정된다. 파트너십을 위해 일하는 파트너는 파트너 간의 이익 분배 전에 노동에 대한 보상을 받을 수 있다.

### 지분 파트너 대 급여 파트너
특정 개인 파트너십, 특히 로펌과 회계법인에서는 지분 파트너와 급여 파트너(또는 계약 또는 소득 파트너)가 구분된다. 각 유형의 파트너가 파트너십에 대해 행사하는 통제권의 정도는 관련 동업계약서에 따라 달라진다.
- 지분 파트너는 사업의 공동 소유자이며, 파트너십의 분배 가능한 이익 중 일부를 받을 권리가 있다.
- 급여 파트너는 급여를 받지만, 사업에 대한 근본적인 소유 지분이 없으며 파트너십의 분배에 참여하지 않는다(급여 파트너가 회사의 수익성에 따라 보너스를 받는 경우는 매우 일반적임).

두 범주의 개인 모두 파트너로 설명되지만, 지분 파트너와 급여 파트너는 연대채무 외에는 공통점이 거의 없다. 많은 법률 시스템에서 급여 파트너는 법적으로 기술적으로 "파트너"가 아니다. 그러나 그들의 회사가 그들을 파트너로 내세운다면, 그들은 그럼에도 불구하고 연대 책임에 따른다.
가장 기본적인 형태로, 지분 파트너는 파트너십의 고정된 지분(일반적으로, 그러나 항상 그런 것은 아니지만 다른 파트너와 동일한 지분)을 누리며, 이익 분배 시 해당 지분에 비례하여 파트너십 이익의 일부를 받는다. 보다 정교한 파트너십에서는 소유 지분, 이익 분배 또는 둘 다를 결정하는 다양한 모델이 존재한다. 이익 분배에 대한 두 가지 일반적인 대체 접근 방식은 "록스텝"과 "원천 발생" 보상(때로는 "먹은 만큼 번다"고 더 직관적으로 불리기도 함)이다.
- 록스텝은 새로운 파트너가 특정 수의 "포인트"로 파트너십에 참여하는 것을 포함한다. 시간이 지남에 따라 그들은 추가 포인트를 축적하여 때때로 최고점이라고 불리는 설정된 최대치에 도달한다. 최대치에 도달하는 데 걸리는 시간은 종종 회사를 설명하는 데 사용된다(예를 들어, 한 회사는 "7년 록스텝"을 가지고 있고 다른 회사는 최대 지분에 도달하는 데 걸리는 시간에 따라 "10년 록스텝"을 가지고 있다고 말할 수 있다).
- 원천 발생은 각 파트너가 생성한 수익과 이익의 양을 고려하는 공식에 따라 이익을 보상하는 것을 포함한다. 따라서 더 많은 수익을 생성하는 파트너가 파트너십의 분배 이익에서 더 큰 몫을 받는다.

### 로펌
원천 발생 보상은 로펌 외에서는 거의 볼 수 없다. 원칙은 단순히 각 파트너가 특정 금액까지의 파트너십 이익 지분을 받고, 추가 이익은 해당 이익을 생성한 업무의 "원천"을 담당한 파트너에게 분배된다는 것이다.
영국 로펌은 록스텝 원칙을 사용하는 경향이 있는 반면, 미국 로펌은 원천 발생에 더 익숙하다. 영국 로펌 클리퍼드 찬스가 미국 로펌 로저스앤웰스와 합병했을 때, 그 합병과 관련된 많은 어려움은 록스텝 문화와 원천 발생 문화를 합병하는 데 따른 어려움 때문으로 지목되었다.

## 과세
정부 기관에 의해 인정된 파트너십은 세금 정책으로부터 특별한 혜택을 누릴 수 있다. 예를 들어, 선진국에서는 배당세가 파트너에게 분배되기 전의 이익에만 발생하기 때문에 기업보다 사업 파트너십이 세금 정책에서 선호되는 경우가 많다. 그러나 파트너십 구조와 운영되는 관할 지역에 따라 파트너십 소유자는 주주로서 기업의 소유자보다 더 큰 개인 책임에 노출될 수 있다. 이러한 국가에서 파트너십은 독점적 관행을 억제하고 자유 시장 경쟁을 촉진하기 위해 독점 금지법을 통해 규제되는 경우가 많다. 그러나 법 집행은 상당히 다르다. 정부가 인정하는 국내 파트너십 또한 일반적으로 세금 혜택을 누린다.

## 영미법계
영미법에서는 사업 파트너십의 구성원들이 파트너십의 채무와 의무에 대해 개인적으로 책임을 진다. 파트너의 책임을 제한할 수 있는 파트너십 형태가 발전해왔다.

### 파트너십 형태
모든 파트너가 사업을 관리하고 채무에 대해 개인적으로 책임지는 합명회사는 영미법에 따라 발전했다. 합명회사 파트너는 파트너십으로 인해 피해를 입은 제3자에게 무과실책임 의무를 진다. 합명회사 파트너는 상황에 따라 공동 책임 또는 연대채무를 질 수 있다.
합자회사 (LP)는 합명회사 파트너가 파트너십 운영을 관리하고, 유한책임 파트너는 파트너십 채무에 대한 유한책임을 대가로 사업을 관리할 권리를 포기하는 파트너십이다. 유한책임 파트너의 책임은 파트너십에 대한 투자로 제한된다. 이러한 형태의 파트너십은 19세기 영국에서 특허로 부여되었고, 미국에서는 법령으로 제정되었다.
최근에는 추가적인 파트너십 형태가 인정되고 있다.
- 유한책임조합 (LLP): 모든 파트너가 어느 정도의 유한 책임을 질 수 있는 파트너십 형태.
- 유한책임합자회사 (LLLP): 합명회사 파트너가 합자회사의 채무 및 의무에 대해 유한 책임을 지는 합자회사 형태.

### 무명 파트너
무명 파트너 또는 유명 파트너는 사업의 이익과 손실을 공유하지만, 경영에는 관여하지 않는 사람을 말한다. 때로는 무명 파트너의 사업에 대한 관심이 대중에게 알려지지 않을 수도 있다. 무명 파트너는 종종 파트너십에 투자하는 투자자로서 파트너십 이익의 지분을 가질 권리가 있다. 무명 파트너는 개인 자산을 파트너십의 채무나 책임으로부터 보호하기 위해 유한책임 파트너십에 투자하는 것을 선호할 수 있다.

### 오세아니아

#### 오스트레일리아
호주에서 파트너십이 존재하기 위해서는 파트너십법 1958 (빅토리아주) 제5조를 요약하면, 네 가지 주요 기준이 충족되어야 한다. 그것들은 다음과 같다.
- 당사자 간의 유효한 합의;
- 사업 수행 - 이는 제3조에서 "모든 무역, 직업 또는 전문직"으로 정의된다.
- 공동으로 - 즉, 권리, 이자 및 의무의 상호성이 있어야 한다.
- 이익을 목적으로 - 따라서 자선 단체는 파트너십이 될 수 없다 (자선 단체는 일반적으로 협회 설립법 1981 (빅토리아주)에 따라 법인화된 협회임)

파트너는 이익과 손실을 공유한다. 파트너십은 기본적으로 두 개 이상의 그룹 또는 회사 간의 합의이며, 이익과 손실이 균등하게 분배된다.

### 남아시아

#### 방글라데시
방글라데시에서 파트너십을 규제하는 관련 법률은 1932년 파트너십법이다. 파트너십은 모두 또는 그들 중 누구라도 모두를 위해 행동하여 수행되는 사업의 이익을 공유하기로 동의한 사람들 간의 관계로 정의된다. 이 법은 파트너십을 형성하기 위해 파트너 간의 서면 파트너십 계약을 요구하지 않는다. 파트너십은 등록할 필요는 없지만, 파트너십이 등록된 경우에만 소유자와 별개의 법적 주체로 간주된다. 최소 2명, 최대 20명의 파트너가 있어야 한다.

#### 인도
1932년 파트너십법 제4조에 따르면, "파트너십은 모두 또는 그들 중 어느 한 사람이 모두를 위해 행하는 사업의 이익을 공유하기로 합의한 사람들 간의 관계"로 정의된다. 이 정의는 1872년 인도 계약법 제239조에서 주어진 이전 정의("파트너십은 사업에서 재산, 노동, 기술을 결합하고 그 이익을 상호 공유하기로 합의한 사람들 사이에 존재하는 관계")를 대체했다. 1932년 정의는 상호 대리인 개념을 추가했다. 인도 파트너십은 다음과 같은 공통된 특징을 가지고 있다.
1) 파트너십 법인은 구성하는 파트너와 별개의 법인이 아니다. 1932년 파트너십법 제4조에 따라 세법 목적으로 제한적인 정체성을 가진다.
2) 파트너십은 동시 관할 대상이다. 파트너십 계약은 인도 헌법 제3목록 제7항에 포함되어 있다(이 목록은 주 정부와 중앙(국가) 정부 모두가 입법할 수 있는 주제를 구성한다).
3) 무한 책임. 파트너십의 주요 단점은 회사의 채무와 의무에 대한 파트너의 무한 책임이다. 어떤 파트너든지 회사를 구속할 수 있으며, 회사를 대신하여 어떤 파트너가 발생시킨 모든 채무에 대해 회사가 책임을 진다. 파트너십 회사의 재산이 채무를 충당하기에 불충분할 경우, 어떤 파트너의 개인 재산도 회사의 채무를 갚기 위해 압류될 수 있다.
4) 파트너는 상호 대리인이다. 회사의 사업은 모든 파트너 또는 그들 중 어느 한 사람이 모두를 위해 수행할 수 있다. 어떤 파트너든지 회사를 구속할 권한이 있다. 어떤 파트너의 행위는 모든 파트너를 구속한다. 따라서 각 파트너는 나머지 모든 파트너의 '대리인'이다. 그러므로 파트너는 '상호 대리인'이다. 1932년 파트너십법 제18조는 "이 법의 규정에 따라, 파트너는 회사의 사업 목적을 위한 회사의 대리인이다"라고 명시하고 있다.
5) 구두 또는 서면 합의. 1932년 파트너십법은 파트너십 합의가 서면 또는 구두 형식이어야 한다고 명시하고 있지 않다. 따라서 계약법의 일반 원칙이 적용된다. 즉, 파트너 간의 합의는 법적으로 집행 가능하면 '구두' 또는 '서면'일 수 있다. 구두 합의를 증명하기 어렵기 때문에 파트너십의 존재를 확립하고 각 파트너의 권리와 책임을 증명하기 위해 서면 합의가 권장된다.
6) 파트너 수는 모든 종류의 사업 활동에서 최소 2명, 최대 50명이다. 파트너십은 '합의'이므로 최소 두 명의 파트너가 있어야 한다. 파트너십법은 최대 파트너 수에 제한을 두지 않는다. 그러나 2013년 회사법 제464조 및 2014년 회사(잡칙) 규칙 제10조는 50명 이상의 파트너로 구성된 파트너십이 2013년 회사법에 따라 회사로 등록되거나 다른 법률에 따라 형성되지 않는 한, 어떤 사업에서도 이를 금지한다. 다른 법률이란 인도 의회가 통과한 다른 법률에 따라 형성된 회사 및 법인을 의미한다.
7) 상호 대리 관계가 실제 테스트다. '파트너십 법인'의 실제 테스트는 인도 법원이 정한 '상호 대리 관계'이다. 즉, 파트너가 자신의 행위로 회사를 구속할 수 있는지, 다시 말해 그가 다른 모든 파트너의 대리인으로 행동할 수 있는지 여부이다.

### 북아메리카

#### 캐나다
캐나다의 파트너십에 대한 법정 규제는 주 관할권에 속한다. 파트너십은 별도의 법인이 아니며, 파트너십 소득은 소득을 받는 파트너의 세율로 과세된다. 파트너의 의도와 관계없이 존재한다고 간주될 수 있다. 파트너십의 존재를 결정할 때 법원이 고려하는 공통 요소는 다음을 수행하는 둘 이상의 법인이다.
- 사업을 수행하며,
- 공동으로,
- 이익을 목적으로 한다.[25]

#### 미국
미국 법에 따르면 파트너십은 두 명 이상의 개인으로 구성된 사업 협회이며, 이를 통해 파트너는 벤처의 이익과 채무에 대한 책임을 공유한다. 미국 주들은 유한책임 파트너십의 형태를 인정하며, 이를 통해 사업 벤처에 참여하지 않는 파트너가 파트너십의 채무와 의무에 대한 책임을 회피할 수 있다. 파트너십은 자금 관리와 같은 분야에서 기업보다 세금을 덜 내는 경향이 있다.
미국 연방 정부는 파트너십 설립을 규율하는 특정 법정법을 가지고 있지 않다. 대신, 모든 미국 주와 컬럼비아 특별구는 파트너십을 규율하는 자체 법규와 관습법을 가지고 있다. 통일 주법 위원회 전국 회의는 주들이 해당 입법부를 통해 파트너십 법률의 통일성을 채택하도록 장려하기 위해 비구속적인 모델 법률(통일법이라고 함)을 발행했다. 모델 법률에는 통일 파트너십법과 통일 유한책임 파트너십법이 포함된다. 대부분의 미국 주들은 합명회사, 합자회사 및 유한책임조합을 규제하는 조항을 포함하는 통일 파트너십법의 한 형태를 채택했다.
연방 정부는 파트너십 설립을 위한 특정 법정법을 가지고 있지 않지만, 내국세법 (IRC)과 미국연방규정집에 명시된 파트너십 과세에 대한 광범위한 법정 및 규제 체계를 가지고 있다. IRC는 파트너십 운영에 대한 연방 세금 의무를 정의하며, 이는 효과적으로 파트너십의 일부 측면에 대한 연방 규제 역할을 한다.

### 동아시아

#### 홍콩
홍콩의 파트너십은 홍콩 파트너십 조례에 의해 형성된 사업체이며, 파트너십을 "이익을 목적으로 공동으로 사업을 수행하는 사람들 간의 관계"로 정의하고 주식회사 또는 법인화된 회사가 아니다. 만약 이 사업체가 회사 등록관에게 등록하면, 유한책임 파트너십 조례에 정의된 유한책임 파트너십의 형태를 취한다. 그러나 이 사업체가 회사 등록관에게 등록하지 않으면 기본적으로 합명회사가 된다.

### 유럽

#### 영국 유한책임조합
영국의 유한책임조합은 다음으로 구성된다.
- 회사의 모든 채무와 의무에 대해 책임을 지는 한 명 이상의 합명회사 파트너.
- 한 명 이상의 유한책임 파트너는 기여한 금액을 초과하는 회사의 채무에 대한 책임을 지지 않는다.

유한책임 파트너는 다음을 할 수 없다.
- 파트너십 존속 기간 동안 기여금의 일부를 인출하거나 돌려받을 수 없다.
- 사업 경영에 참여하거나 회사를 구속할 권한을 가질 수 없다.

만약 그렇게 한다면, 그들은 인출하거나 돌려받은 금액 또는 경영에 참여하는 동안 발생한 채무와 의무에 대해 책임을 지게 된다.

## 같이 보기
- 조합 (법률)
- 연합체
- 합자회사
- 동방 파트너십
- 동아시아 포괄적 경제 파트너십